# Crown Royal

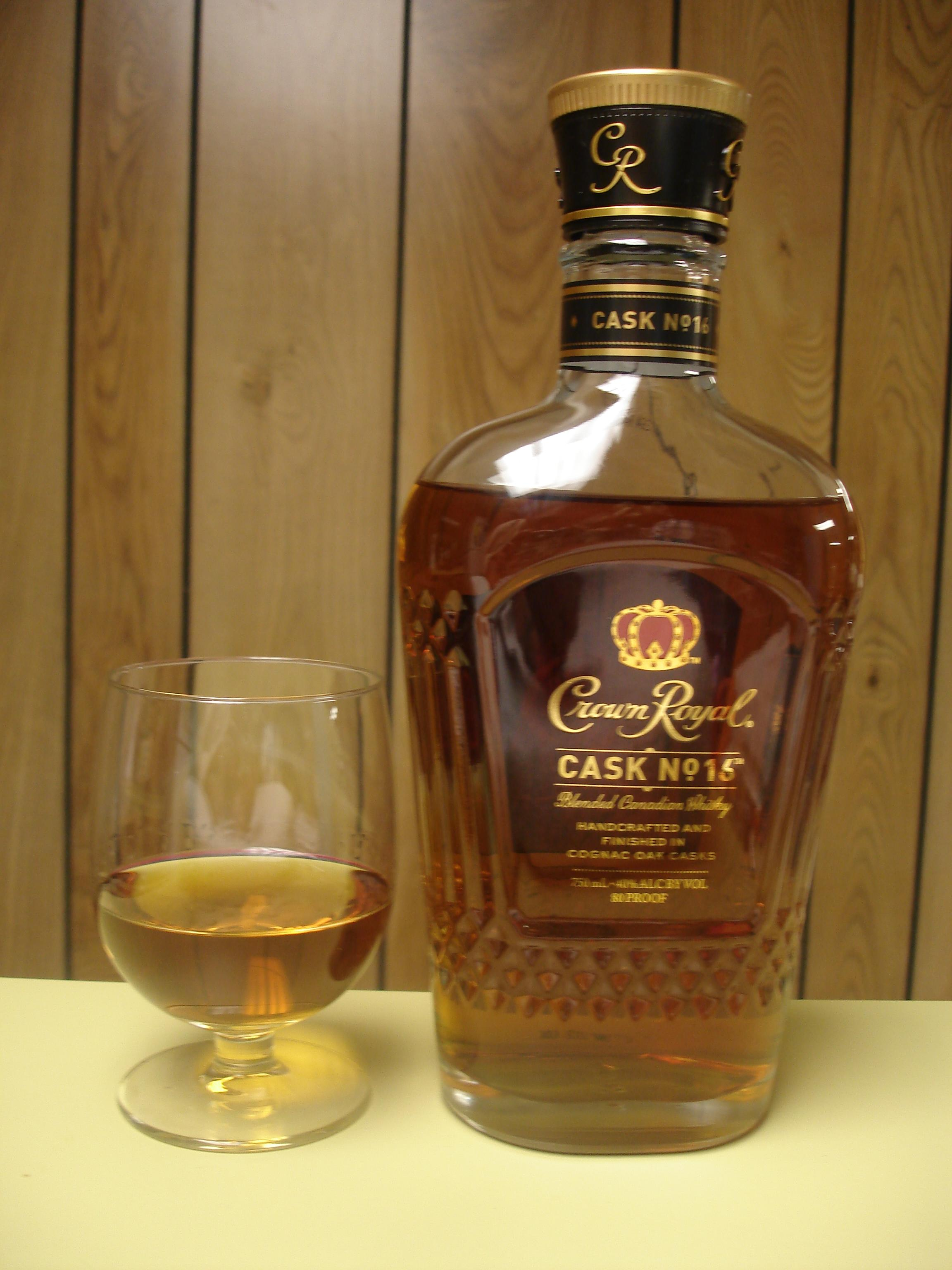
Crown Royal Cask Nr. 16

Crown Royal ist ein kanadischer Blend (Whisky). Er hat 40 Vol.-% Alkohol und ist einer der meistverkauften kanadischen Whiskys in den USA. Derzeit befindet sich die Marke Crown Royal im Besitz von Diageo. Das Unternehmen hat die Marke im Jahr 2000 gekauft, als das Seagram-Portfolio aufgelöst wurde.

## Produktion
Der Crown Royal, als „Blend de Luxe“ anlässlich des Staatsbesuchs des britischen Königs und seiner Ehefrau 1939 kreiert, wird heute ausschließlich in der Crown-Royal-Brennerei Gimli produziert. Die Brennerei liegt am Ufer des kanadischen Lake Winnipeg in Manitoba. Ursprünglich wurde er auch in Waterloo in Ontario produziert; die Anlage wurde 1992 geschlossen. Für die tägliche Produktion des Crown Royal werden 10.000 Scheffel Getreide benötigt. In der Brennerei Gimli wird der Crown Royal in 46 Lagerhäusern aufbewahrt. Die Anlage erstreckt sich über 2 ha Land. Gemischt und abgefüllt wird der kanadische Whisky in Amherstburg in Ontario.
2006 belief sich der Umsatz auf mehr als 500 Millionen US-Dollar. Infolge eines Arbeitskampfes musste die Produktion des Whiskys im Januar 2007 fast vollständig unterbrochen werden. 52 der 53 Mitarbeiter der Brennerei stimmten im Zuge des Arbeitskampfes für den Produktionsstopp. Ab 1. Februar sollte die Produktion des Crown Royal niedergelegt werden. Erst in Verhandlungen, die sich dem 23. Januar 2007 anschlossen, konnte ein Produktionsstopp abgewendet werden. In der Nacht vor Ende der Streik-Frist einigten sich die Parteien mit 75 Prozent auf einen neuen Drei-Jahres-Vertrag.

## Variationen des Crown Royal
In den letzten Jahrzehnten entstanden mehrere Variationen des Crown Royal.
1992 wurde der Crown Royal Special Reserve eingeführt. Er wurde als einer der besten jungen Whiskys ausgezeichnet. Im Oktober 2008 wurde eine neue Version des Crown Royal Special Reserve auf den Markt gebracht. Er wurde als Crown Royal Reserve angeboten. Der neue Whisky wurde in der gleichen Flasche abgefüllt wie der Special Reserve. Allerdings erschien er mit einem neuen Etikett und in neuer Verpackung.
Der Royal XR wurde im Jahr 2006 in den USA eingeführt. Bereits seit Januar 2006 ist er auch in Québec erhältlich. Der Crown Royal XR wurde ausschließlich in limitierter Auflage auf den Markt gebracht. Bis heute wird die Variante in speziell nummerierten Flaschen verkauft. Er ist eine der letzten Varianten, die in der Waterloo-Brennerei destilliert wurde. Nachdem die Waterloo-Brennerei im Jahr 1992 stillgelegt wurde, wurde nur eine geringe Menge von Whisky zurückgelassen. Von den Kritikern der Whisky-Magazine erhielt der Crown Royal XR die Noten 7 ¼ und 7 ¾.
2007 wurde die Variante Crown Royal Cask Nr. 16 eingeführt. Die Einführung erfolgte vergleichsweise spät. Hergestellt wird die Variante von mehr als 50 Jahre alten Whiskys. Der Crown Royal Cask Nr. 16 wird in 12 Jahre alten Cognacfässern gelagert. Die Fässer wurden aus Eiche hergestellt, die aus einem Wald in Frankreich stammt. Die Getreide, die für den Crown Royal Cask Nr. 16 verwendet werden, vermitteln dem Whisky eine Roggen- und Obst-Note.
Die jüngste Variante, die von dem kanadischen Whisky auf den Markt gebracht wurde, ist der Crown Royal Black. Er erschien erst im April 2010. Die Variante besitzt einen höheren Alkoholgehalt als die bisherigen Crown-Royal-Sorten. Im Durchschnitt kostet diese Variante 5 US-Dollar mehr als der Crown Royal De Luxe.
Für Crown-Royal-Produkte wurden vom Hersteller unverbindliche Preisempfehlungen festgelegt. Nach diesen kostet der Crown Royal De Luxe 25 US-Dollar und der Crown Royal Black 30 US-Dollar. Für den Crown Royal Reserve werden 45 US-Dollar und den Crown Royal Cask Nr. 16 80 US-Dollar veranschlagt. In den USA geht der Crown Royal XR mit dem höchsten Preis einher. Hier beträgt die unverbindliche Preisempfehlung 129 US-Dollar. In Deutschland ist meist nur der „normale“ Crown Royal erhältlich.

## Auszeichnungen
Die Crown-Royal-Varianten erhielten in der Vergangenheit mehrere Auszeichnungen. International bekam der Whisky mehrfach gute Bewertungen. Im Zeitraum von 2005 bis 2007 erhielt der Crown-Royal-Whisky von den San Francisco World Spirits die String-Goldmedaille. Von einem internationalen Whisky-Magazin erhielt die Variante Special Reserve den Editor Choice Gold Award. Kritiker beurteilten den Whisky mit Bewertungen von 7 bis 8 ¾.